# Askeryds kyrkby
Askeryds kyrkby is een plaats in de gemeente Aneby in het landschap Småland en de provincie Jönköpings län in Zweden. De plaats heeft 51 inwoners (2000) en een oppervlakte van 5 hectare.